# Orhan I.
Orhan I. (osmansko turško: اورخان غازی, Orhan Gazi ali Orhan Bey), drugi beg Osmanskega cesarstva, * 1281, Söğüt, † 1361 ali 1362, Bursa.
Vladal je od leta 1326 do 1359.
Sultan je postal leta 1326 po smrti svojega očeta Osmana I. ustanovitelja Osmanskega (Otomanskega) cesarstva. Kmalu po prevzemu oblasti je osvojil večino zahodne Anatolije in prestolnico države prenesel v Burso. Po njegovih velikih uspehih je prišlo do kratkotrajnega zatišja, ker je v Bizantinskem cesarstvu prišel na prestol cesar Andronik III. Paleolog (1328-1341). Vsi Andronikovi poskusi, da bi ponovno osvojil izgubljena maloazijska ozemlja, so propadli, enako kot otomanski poskusi prodora v Evropo. Orhan je leta miru izkoristil za utrjevanje notranjih odnosov v državi. 
Po Andronikovi smrti je prišlo v Bizantinskem cesarstvu do državljanjske vojne med Ivanom V. Paleologom (1341-1347, 1354-1376, 1379-1390 in 1390-1391) in Ivanom VI. Kantakuzenom (1347-1354), kar je Orhan spretno izkoristil. Poročil se je s Teodoro, hčerko bizantinskega cesarja Ivana VI. Kantakuzena, in vstopil v politični prostor propadajočega Bizantinskega cesarstva. Za nagrado za to prestižno poroko je pomagal Kantakuzenu vreči s prestola Ivana V. in njegove regente. 
Leta 1354 je potres uničil polotok Gallipoli. Grško prebivalstvo je polotok zapustilo, kar je spretno izkoristil Orhanov sin Sulejman paša. Zasedel je polotok in ustvaril mostišče za turški prodor v Evropo.

## Prihod na oblast
Orhan je postal sultan po smrti svojega očeta Osmana Gazija. Po prevzemu oblasti je bratu Alaeddinu predlagal, da si cesarstvo razdelita. Alaeddin je ponudbo odklonil, sprejel pa je ponudbo, da postane veliki vezir. Tako kot mnogo njegovih naslednikov vezirjev se ni prav pogosto udeleževal vojnih pohodov, pač pa se je ukvarjal z ustanavljanjem, organiziranjem in upravljanjem civilnih in vojaških državnih institucij.

## Vladanje
Ključ uspeha otomanske dinastije je bila verjetno prav Alaeddinova civilna in vojaška zakonodaja, ki je bila v veljavi še naslednjih nekaj stoletij, pri njenem snovanju pa je upošteval običaje različnih narodov v cesarstvu. Nekateri avtorji trdijo, da je prav on svetoval Orhanu, da preneha biti vazal vladarja v Konyi, preneha kovati denar z njegovo podobo in preneha omenjati njegovo ime v javnih govorih. Med drugim je uzakonil stalno vojsko discipliniranih plačanih pešcev in konjenikov in zagotovil vire za njeno financiranje. Prve podobne vojaške enote v Evropi je šele sto let kasneje ustanovil francoski kralj Karel VII. Alaeddin je ustanovil tudi janičarske enote, kar evropski zgodovinarji običajno pripisujejo Muratu I.

## Janičarji
Orhanova predhodnika Ertughrul in Osman sta v svoji vojski že imela enote vazalov in prostovoljcev. Enote so se zbrale pred vsakim vojnim pohodom, po vojni pa so jih razpustili. 
Alaeddin se je odločil, da bo stanje v vojski izboljšal, zato je ustanovil enote plačanih pešcev, ki so bile stalno pripravljene na vojaško intervencijo. Imenovali so jih yaya ali piyade. Razdeljene so bile na enote po deset, sto in tisoč vojakov, katerim so poveljevali desetniki, stotniki in polkovniki. Njihove plače so bile visoke in njihova samozavest je pri vladarju kmalu začela vzbujati strah. Orhan si je hotel zagotoviti nadzor nad njimi, zato je ustanovil svet, v katerem sta bila brat Alaeddin in Kara Khalil Çandarlı, ki je bil poročen v otomansko vladarsko hišo. Alaeddin in Kara Khalil sta Orhanu predlagala ustanovitev janičarskih enot, ki so kasneje postale strah in trepet krščanske Evrope, pa tudi nekaterih turških vladarjev. 
Çandarlı je Orhanu predlagal, naj bodo enote janičarjev sestavljene izključno iz otrok iz podjarmljenih držav. Predlog je utemeljil z izjavo:
"Za poražence je odgovoren osvajalec, ki je njihov zakoniti vladar, vladar njihove zemlje, premoženja, njihovih žena in otrok. Z njimi ima pravico postopati enako kot s svojimi podložniki. Postopek, ki ga predlagam, ni samo zakonit, ampak tudi dobronameren: po prisilni vključitvi v našo vojaško službo bomo upoštevali njihove posvetne in verske interese, jih izšolali in jim dali boljše življenjske pogoje."
Trdil je tudi, da bo ustanovitev janičarjev vzpodbudila ostale pripadnike podjarmljenih narodov, da bodo kot prostovoljci vstopili v otomansko vojsko. Orhan je po njegovem nasvetu izbral tisoč najboljših fantov iz krščanskih družin. Novačenje po tisoč fantov letno se je nadaljevalo do leta 1648, ko je sultan Mehmed IV. zakon o novačenju janičarjev (devşirme) ukinil. Janičarje je popolnoma razpustil šele sultan Mahmud II. leta 1826.
Nekateri otomanski zgodovinarji poveličujejo modrost in pobožnost ustanoviteljev te institucije in si domišljajo, da so z vstopom med janičarje rešili pekla tristo tisoč krščanskih otrok. 

## Začetna ekspanzija cesarstva
Orhan je v prvem letu svojega vladanja (1326) osvojil Burso in jo izbral za svojo prestolnico. Leta 1329 je v bitki pri Pelekanonu porazil bizantinskega cesarja Andronika III. ki je hotel ustaviti njegovo osvajanje Anatolije. Nikeja, drugo največje mesto v Bizantinskem cesarstvu, se je po treh letih obleganja vdala leta 1331, leta 1337 pa je padla tudi Nikomedija. Orhanovi vojski je poveljeval najstarejši sin Sulejman paša, ki je vodil obleganja mest, porazil Grke in nazadnje tudi uporniškega kneza Karasije (antična Misija). Njegovo glavno mesto Berghama (antični Pergam) je priključil Orhanovi državi. Leta 1336 je osvojil skoraj celotno zahodno Anatolijo, mesta Bursa, Nikeja, Nikomedija in Pergam pa so postala njegova glavna vojaška oporišča.

## Utrjevanje oblasti
Osvojitvi Karasije je sledilo dvajset let relativnega miru. V tem času se je Orhan ukvarjal predvsem z izpopolnjevanjem civilnih in vojaških institucij, ki jih je uvedel brat Alaeddin, utrjevanjem notranjega reda v državi, ustanavljanjem mošej in šol in obnavljanjem obstoječih javnih zgradb. Orhan je po osvojitvi vsake nove province naredil nekaj premora, da so se vojaške in civilne ustanove osvojene province asimilirale in popolnoma vključile v cesarstvo. Na ta način se je Anatolija popolnoma homogenizirala in stabilizirala. Taka politika je zagotovila Otomanskemu cesarstvu, v primerjavi z drugimi cesarstvi na vzhodu, relativno dolg obstoj. 
V evropskem delu Turčije, Siriji in Egiptu Otomani takšne politike niso izvajali tako dosledno, zato na ozemljih zahodno od Helesponta in južno od Taurusa njihova moč nikoli ni bila tako izrazita kot v Anatoliji. 
V zadnjih letih tega obdobja so državljanske vojne v Bizantinskem cesarstvu izčrpale vse njegove rezerve, zato so na pomoč pogosto poklicali turške vojaške enote. Leta 1346 je kasnejši cesar Ivan VI. Kantakuzen (1347-1354) prizal, da je Orhan najmočnejši turški vladar. Po prihodu na prestol si je prizadeval, da bi ga za vedno vpregel v svoje interese, zato je z njim poročil svojo hčerko Teodoro. Pri tem ga ni ovirala niti razlika v veri niti razlika v letih, saj je bil Orhan takrat star že šestdeset let. 
Orhanova prisotnost v Bizancu je Bizantince ščitila pred napadi Turkov, kmalu po njegovi vrnitvi v Malo Azijo pa so turške bande prvič oplenile nekaj mest v Trakiji. Bizantinci so plenilce ujeli in pobili.

## Sulejmanova osvajanja
Sovražnosti med Orhanom in tastom Ivanom VI. so sprožile vojno med italijanskima pomorskima republikama Genovo in Benetkami, ki je na koncu povzročila prihod Otomanov v Evropo. Ker so Genovežani posedovali predmestje Konstantinopla, Galato, je Bospor postal prizorišče zagrizenih spopadov med njihovim ladjevjem in ladjevjem njihovih rivalov. Orhan je Benečane sovražil, ker je njihovo ladjevje ogrožalo njegove obmorske province, njegove diplomate pa so obravnavali kot poslance nepomembnega barbarskega poglavarja. Benečani so bili tudi Kantakuzenovi zavezniki, zato je Orhan poslal v Galato svoje čete, ki so podprle Genovežane. Podprl je tudi cesarjevega zeta Ivana Palmagusa, ki je bil cesarjev nasprotnik v državljanski vojni. Sredi stiske in zmede, ki je vladala v Bizantinskem cesarstvu, je Orhanov najstarejši sin Sulejman paša leta 1356 zavzel grad Tzympe (Cinbi) na polotoku Gallipoli in Otomani so dobili prvo stalno oporišče na evropski strani Helesponta. Orhan je sinovo osvojitev razglasil za prvo otomansko zmago v Evropi. 

## Zadnja leta
Orhan je po osvojitvi gradu Tzympe in Gallipolija živel samo še tri leta. Po triintridesetih letih vladanja je leta 1359 umrl star 75 let. Med svojim vladanjem je osvojil večino zahodne Male Azije in ustanovil nekaj najpomembnejših otomanskih civilnih in vojaških institucij. Med njegovim vladanjem so Otomani prvič prodrli na evropsko celino, od koder so jih pregnali šele po petih stoletjih.

## Družina
Orhan je imel skladno z islamsko zakonodajo več žena in priležnic. Vrstni red njegovih porok ni povsem zanesljiv. Imel je najmanj tri otroke, katerih mati ali matere niso znane:
- Sulejmana pašo (okrog 1316-1357), ki je bil najstarejši znani sin
- Sultana beja (1324-1362)
- Kadijo Kanum, poročeno z Damad Sulejman bejem, vnukom sultana Osmana I.

Z ženo Asporšo je imel najmanj dva otroka:
- Ibrahima, guvernerja Eskişehirja v severozahodni Anatoliji (1316-1362), ki ga je usmrtil starejši polbrat Murat I.
- Fatimo

Z ženo Nilüfer (perzijsko: Vodna lilija) je imel najmanj dva otroka:
- Murata I. (1319/1326–15. junij 1389), sultana, ki ga ja v bitki na Kosovem polju ubil Miloš Obilić
- Kasima (umrl 1346)

S Teodoro Kantakuzen, hčerko bizantinskega cesarja Ivana VI. Kantakuzena in Irene Asanine, je imel najmanj dva sinova:
- Halila Bitinijskega (1347-po 1362), ki je bil poročen z Ireno Paleolog, hčerko bizantinskega cesarja Ivana V. Paleologa in Helene Kantakuzen
- Ibrahima Bitinijskega